# Tri-National Tornado Training Establishment
Il Tri-National Tornado Training Establishment (TTTE) era una unità aerea multinazionale con sede a RAF Cottesmore in Rutland, Inghilterra dal 1981 al 1999. Ha eseguito la formazione sul Panavia Tornado per la Royal Air Force, Luftwaffe e Aeronautica Militare. Inizialmente, i piloti ricevevano quattro settimane di addestramento a terra, seguito da nove settimane in volo.

## Formazione
Il memorandum d'intesa che istituisce il gruppo venne firmato nel 1979 dal Inghilterra, Germania e Italia e l'unità venne alla luce il 29 gennaio 1981. Il primo Tornado della RAF arrivò alla base il 1º luglio 1980; quello della Luftwaffe arrivò il 2 settembre 1980 e il primo Tornado italiano arrivò molto più tardi il 5 aprile 1982.

## Struttura
La ripartizione dei velivoli era Germania: 23, Regno Unito: 19, e l'Italia: 6. L'addestramento in volo è cominciato il 5 gennaio 1981. È stato equipaggiato da personale di tutte e tre le nazioni partecipanti, 300 equipaggi formati all'anno alla sua massima dimensione.
Il TTTE era un'unità di circa 1.600 militari e 130 dipendenti civili. La Royal Air Force aveva fornito tecnici e personale logistico, il personale dei tre gruppi di formazione venne fornito dalle tre nazioni. Il ruolo di comandante di stormo veniva assegnato a turno tra le tre nazioni.

### Unità
Il personale e i corsisti dei tre gruppi (Tornado Operational Conversion Unit – TOCU) erano tri-nazionalmente misti. Lo A-Squadron era guidata da un tedesco, B-Squadron da un britannico e C-Squadron da un comandante italiano. Il quarto gruppo (S-Squadron - standardizzazione) era comandato a turno da un ufficiale proveniente da uno dei tre Paesi. 